# Hõm Venus
Hõm Venus (hay còn gọi là vết hõm sau lưng, Duffy Dimples, hõm mông hoặc hõm Veneral) là những vết lõm đối xứng theo chiều ngang, đôi khi có thể được nhìn thấy ở phía dưới của lưng người, ngay phía trên khe hậu môn. Chúng nằm ngay trên bề mặt của hai khớp xương chậu, nơi được nối với xương hông. Một đường thẳng nối hai vết hõm Venus sẽ cắt qua mỏm gai của đốt xương sống thứ hai.

## Tổng quan
Thuật ngữ "hõm Venus", mặc dù không chính thức, nhưng là một cái tên được chấp nhận trong ngành y tế. Tên tiếng Latin là fossae lumbales Laterales ("vết lõm bên thắt lưng"). Những vết lõm này được tạo ra bởi một dây chằng ngắn kéo dài giữa các đốt sống thắt lưng.
Được đặt theo tên của Venus, nữ thần sắc đẹp trong thần thoại La Mã, đôi khi chúng được cho là biểu hiện của sắc đẹp. Hõm Venus có thể được nhìn thấy trên lưng của cả phụ nữ và nam giới, nhưng dường như phổ biến và nổi bật hơn ở phụ nữ. Khi nhìn thấy ở nam giới, chúng được gọi là "Hõm Apollo", được đặt theo tên của vị thần ánh sáng trong thần thoại Hy Lạp và La Mã.
"Hõm Venus" trong giải phẫu và phẫu thuật còn được sử dụng để chỉ hai vết lõm đối xứng ở mặt sau của xương sống, chứa một kênh tĩnh mạch. Chúng được dùng làm mốc để tìm các mặt khớp phía trên của xương sống, hỗ trợ việc đặt các ốc vít cố định xuống cuống xương sống trong phẫu thuật cột sống.
Vào năm 2010, xỏ khuyên qua "hõm Venus" trở thành xu hướng làm đẹp của phụ nữ.